# Ahvenjärvi (sjö i Enare, Lappland, 68,73 N, 26,42 Ö)
Ahvenjärvi är en sjö i kommunen Enare i landskapet Lappland i Finland. Sjön ligger 204,5 meter över havet. Arean är 44 hektar och strandlinjen är 4,81 kilometer lång. Sjön  ingår i Pasvik älvs huvudavrinningsområde.   Den ligger omkring 250 kilometer norr om Rovaniemi och omkring 950 kilometer norr om Helsingfors. 
Ahvenjärvi genomflyts av Ahvenjoki.